# Zaburzenia psychoorganiczne
Zaburzenia psychoorganiczne – zaburzenia funkcji psychicznych, wywołane uszkodzeniem mózgu.
Wyrażenie „zaburzenia psychoorganiczne” jest terminem psychiatrycznym, znajdującym zastosowanie także w neurologii. Termin „zespół psychoorganiczny” (syndroma psychoorganicum) określa różne zaburzenia psychiczne, których przyczyną są zmiany organiczne.

## Przykładowe przyczyny zaburzeń organicznych
- urazy mózgu,
- choroby naczyniowe – udary,
- guzy śródczaszkowe,
- uszkodzenia chirurgiczne, zabiegi operacyjne stosowane w leczeniu epilepsji, chorób psychicznych i neurologicznych,
- stany zapalne,
- zatrucia,
- choroby neurodegeneracyjne prowadzące do otępienia,
- i inne.

## Klasyfikacja ICD10
| kod ICD10   | nazwa choroby                                                                                 |
| ----------- | --------------------------------------------------------------------------------------------- |
| ICD-10: F00 | Otępienie w chorobie Alzheimera                                                               |
| ICD-10: F01 | Otępienie naczyniowe                                                                          |
| ICD-10: F02 | Otępienie w innych chorobach sklasyfikowanych gdzie indziej                                   |
| ICD-10: F03 | Otępienie bliżej nieokreślone                                                                 |
| ICD-10: F04 | Organiczny zespół amnestyczny nie wywołany alkoholem i innymi substancjami psychoaktywnymi    |
| ICD-10: F05 | Majaczenie nie wywołane alkoholem i innymi substancjami psychoaktywnymi                       |
| ICD-10: F06 | Inne zaburzenia psychiczne spowodowane uszkodzeniem lub dysfunkcją mózgu i chorobą somatyczną |
| ICD-10: F07 | Zaburzenia osobowości i zachowania spowodowane chorobą, uszkodzeniem lub dysfunkcją mózgu     |
| ICD-10: F09 | Nieokreślone zaburzenia psychiczne organiczne lub objawowe                                    |
| ICD-10: F09 | Nieokreślone zaburzenia psychiczne organiczne lub objawowe                                    |